# Martha Overbeck
Martha Overbeck (Salvador, 4 de junho de 1938) é uma atriz brasileira. Em alguns trabalhos é creditada como Martha Overbeck Bastos. É casada, desde 1960, com Othon Bastos.

## Filmografia

### Televisão
| Ano  | Título                     | Personagem    | Notas                               | Emissora      |
| ---- | -------------------------- | ------------- | ----------------------------------- | ------------- |
| 1968 | Beto Rockfeller            | Dalva         |                                     | Rede Tupi     |
| 1981 | Morte e Vida Severina      | Celestina     |                                     | Rede Globo    |
| 1982 | Avenida Paulista           | Alice         |                                     | Rede Globo    |
| 1984 | Anarquistas Graças a Deus  | Margarida     |                                     | Rede Globo    |
| 1985 | Uma Esperança no Ar        | Mônica        |                                     | SBT           |
| 1986 | Roda de Fogo               | Dra. Beatriz  |                                     | Rede Globo    |
| 1988 | Abolição                   | Dona Emília   |                                     | Rede Globo    |
| 1989 | Pacto de Sangue            | Madre Teresa  |                                     | Rede Globo    |
| 1990 | Fronteiras do Desconhecido | Dorinha       | Episódio: "O Teu Nome: Marília"     | Rede Manchete |
| 1992 | Tereza Batista             | Pérola        |                                     | Rede Globo    |
| 1992 | Você Decide                | —             | Episódio: "O Sonho Dourado"         | Rede Globo    |
| 1992 | Você Decide                | —             | Episódio: "Pesadelo"                | Rede Globo    |
| 1994 | Você Decide                | Mamma Savazzi | Episódio: "A Dívida"                | Rede Globo    |
| 1996 | Você Decide                | —             | Episódio: "Molambo de Gente"        | Rede Globo    |
| 1996 | Você Decide                | —             | Episódio: "Fim de Semana Encantado" | Rede Globo    |
| 1996 | Quem É Você?               | Mariana       |                                     | Rede Globo    |
| 1997 | Você Decide                | —             | Episódio: "Pestinha"                | Rede Globo    |

### Cinema
| Ano  | Título                           | Personagem                 |
| ---- | -------------------------------- | -------------------------- |
| 2004 | Irmãos de Fé                     | Senhora no sequestro       |
| 2001 | O Xangô de Baker Street          | Imperatriz Teresa Cristina |
| 1998 | Menino Maluquinho 2 - A Aventura | Vó Iaiá                    |
| 1996 | Sombras de Julho                 |                            |
| 1977 | O Jogo da Vida                   | Adélia                     |

### No teatro[4]
- Sob Neblina Use Luz Baixa (1998)
- A Invasão (1997)
- Acerto de Contas (1994)
- Outra Vez (1989)
- Dueto para um Só (1986)
- Calabar, o Elogio da Traição (1980)
- Murro em Ponta de Faca (1978)
- Ponto de Partida (1976)
- Caminho de Volta (1974)
- Um Grito Parado no Ar (1973, 1975)
- Castro Alves Pede Passagem (1972)
- Don Juan (1970)
- Galileu Galilei (1968)
- Primeira Feira Paulista de Opinião (1968)
- Pequenos Burgueses (1963)
- Brasil Antigo: A Corda d'um Enforcado (1961)
- A História da Paixão do Senhor (1961)
- Pluft, o Fantasminha (1961)